# おとなの夏休み
『おとなの夏休み』（おとなのなつやすみ）は、2005年（平成17年）7月6日から9月7日まで、日本テレビ系の「水曜ドラマ」枠（22時）で放送された日本のテレビドラマ。主演は寺島しのぶ。初回のみ30分拡大。全10話（視聴率低迷に伴い、1話分短縮された）。　

## 作品概要
30代の主婦・琴原みゆき（寺島しのぶ）が、突然主婦業をやめて、親友でありライバルでもある寿美子（中島知子=オセロ）、優（中越典子）とともに三浦海岸に海の家を開き、時に対立しながらも自分自身の新しい生き方像を見つけ出す。
寺島はそれまでにも映画の主演やドラマ出演は多数あったが、本格的なドラマ主演は本作が初めてであった。

## 出演
琴原 みゆき（ことはら - ）〈34〉
演 - 寺島しのぶ
主人公。和幸の妻。
琴原 和幸（ことはら かずゆき）〈37〉
演 - 石黒賢
みゆきの夫。
琴原 洋介（ことはら ようすけ）〈8〉
演 - ささの貴斗
みゆきと和幸の息子。
榎 壽美子（えのき すみこ）〈35〉
演 - 中島知子（オセロ）
みゆきの幼馴染。
蔵田 優（くらた ゆう）〈25〉
演 - 中越典子
フリーター
春日部 健人（かすかべ けんと）〈27〉
演 - 姜暢雄
イルカの調教師。
岡崎 元一朗（おかざき もといちろう）〈34〉
演 - 大倉孝二
和幸の会社の後輩。
少女A
演 - 佐田真由美
謎のサーファー。年齢不詳
田端橋 椿（たばたばし つばき）〈59〉
演 - 中尾ミエ
蔵田 松夫（くらた まつお）〈62〉
演 - 小野武彦
優の父親
蔵田 ふね（くらた - ）〈72〉
演 - 南田洋子
優の祖母。
為田松吉（ためだ まつきち）〈73〉
演 - 宇津井健
漁師。

## スタッフ
- 脚本 - 一色伸幸
- プロデューサー - 田中芳樹
- 演出 - 雨宮望、長沼誠
- 音楽 - GONTITI
- 制作協力 - 5年D組
- 製作著作 - 日本テレビ放送網

## 主題歌
主題歌は、週代わりで1970年代から1980年代に発売された夏をテーマにした楽曲が使用された。
1. 「勝手にシンドバッド」 サザンオールスターズ
2. 「渚のシンドバッド」 ピンク・レディー
3. 「モンロー・ウォーク」 南佳孝
4. 「何も言えなくて…夏」 JAYWALK
5. 「時間よ止まれ」 矢沢永吉
6. 「君は天然色」 大滝詠一
7. 「ふたりの夏物語」 杉山清貴&オメガトライブ
8. 「Mr.サマータイム」 サーカス
9. 「真夏の出来事」 平山みき
10. 「高気圧ガール」 山下達郎

## サブタイトル
| 各話                                                     | 放送日        | サブタイトル                        | 視聴率 |
| -------------------------------------------------------- | ------------- | ----------------------------------- | ------ |
| 第1話                                                    | 2005年7月6日  | 主婦の初体験!?私たち海の家始めます! | 11.2%  |
| 第2話                                                    | 2005年7月13日 | 渚のピンクレディ                    | 9.7%   |
| 第3話                                                    | 2005年7月20日 | 開店早々のビンタ                    | 10.5%  |
| 第4話                                                    | 2005年7月27日 | イケメンの疑惑!                     | 7.5%   |
| 第5話                                                    | 2005年8月3日  | 赤字覚悟のかき氷                    | 7.3%   |
| 第6話                                                    | 2005年8月10日 | 禁じられた恋と嘘                    | 8.3%   |
| 第7話                                                    | 2005年8月17日 | 恋と台風接近中!                     | 5.0%   |
| 第8話                                                    | 2005年8月24日 | 花火×キス＝愛?                      | 6.6%   |
| 第9話                                                    | 2005年8月31日 | はずした結婚指輪                    | 6.9%   |
| 最終話                                                   | 2005年9月7日  | 離婚届という恋文                    | 6.9%   |
| 平均視聴率7.9%（視聴率はビデオリサーチ社調べ・関東地区） |               |                                     |        |

## 撮影協力
- 神奈川県三浦市
  - 三浦海岸
  - 三浦市立南下浦小学校
  - 京急油壺マリンパーク
- 進藤酒店（神奈川県鎌倉市）　ほか